# Miss Polonia 2023
Miss Polonia 2023 – 44. edycja konkursu piękności Miss Polonia. Gala finałowa odbyła się 30 czerwca 2023 w Zakopanem.
Galę poprowadzili Krystyna Sokołowska, Izabella Krzan, Aleksander Sikora i Mateusz Szymkowiak. W trakcie imprezy wystąpili Doda, Komodo, Piotr Kupicha i Dominik Dudek.
Miss Polonia 2023 została Ewa Jakubiec, mieszkająca we Wrocławiu.

## Rezultaty

### Główne wyróżnienia
| Tytuł             | Laureatka            |
| ----------------- | -------------------- |
| Miss Polonia 2023 | Ewa Jakubiec         |
| I Wicemiss        | Natalia Grabowska    |
| II Wicemiss       | Kornelia Gołębiewska |

### Nagrody specjalne
| Tytuł                     | Laureatka        |
| ------------------------- | ---------------- |
| Miss Piękna z Przesłaniem | Agnieszka Orzoł  |
| Miss Publiczności         | Sandra Samrowska |

## Finalistki
| Nr | Kandydatka           | Wiek | Wzrost | Województwo        | Miejscowość            |
| -- | -------------------- | ---- | ------ | ------------------ | ---------------------- |
| 1  | Alicja Adamiak       | 24   | 168 cm | Łódzkie            | Piątek                 |
| 2  | Adrianna Śmiałek     | 20   | 169 cm | Śląskie            | Gliwice                |
| 3  | Adrianna Koperska    | 20   | 170 cm | Wielkopolskie      | Poznań                 |
| 4  | Angelika Kopcińska   | 20   | 171 cm | Wielkopolskie      | Luboń                  |
| 5  | Sandra Samrowska     | 22   | 172 cm | Kujawsko-pomorskie | Bydgoszcz              |
| 6  | Klaudia Archacka     | 22   | 172 cm | Kujawsko-pomorskie | Bydgoszcz              |
| 7  | Linda Filipkowska    | 22   | 173 cm | Podlaskie          | Łomża                  |
| 8  | Martyna Mendelska    | 21   | 173 cm | Łódzkie            | Łódź                   |
| 9  | Izabela Daszkowska   | 22   | 173 cm | Kujawsko-pomorskie | Bydgoszcz              |
| 10 | Katarzyna Socha      | 24   | 174 cm | Lubelskie          | Nowe Miasto nad Pilicą |
| 11 | Ewa Jakubiec         | 26   | 174 cm | Dolnośląskie       | Wrocław                |
| 12 | Agnieszka Orzoł      | 26   | 174 cm | Mazowieckie        | Warszawa               |
| 13 | Aleksandra Wolak     | 20   | 175 cm | Mazowieckie        | Warszawa               |
| 14 | Zuzanna Gazda        | 20   | 175 cm | Lubelskie          | Lublin                 |
| 15 | Agnieszka Sobczyk    | 22   | 175 cm | Małopolskie        | Nowy Sącz              |
| 16 | Kornelia Gołębiewska | 23   | 176 cm | Pomorskie          | Gdańsk                 |
| 17 | Natalia Grabowska    | 23   | 177 cm | Mazowieckie        | Warszawa               |
| 18 | Weronika Falkowska   | 19   | 178 cm | Podlaskie          | Kolno                  |
| 19 | Karolina Kulczyńska  | 21   | 179 cm | Lubuskie           | Bogdaniec              |
| 20 | Julia Rychlik        | 22   | 180 cm | Łódzkie            | Łódź                   |